# Melnica (Petrovac na Mlavi)
Pour les articles homonymes, voir Melnica.
Melnica (en serbe cyrillique : Мелница) est un village de Serbie situé dans la municipalité de Petrovac na Mlavi, district de Braničevo. Au recensement de 2011, il comptait 799 habitants.
Lors du premier soulèvement serbe contre les Ottomans, en 1809, Paulj Matejić, le voïvode de Melnica, mena les habitants de la région à la bataille du mont Čegar.

## Démographie

### Évolution historique de la population
| 1948  | 1953  | 1961  | 1971  | 1981  | 1991  | 2002 | 2011 |
| ----- | ----- | ----- | ----- | ----- | ----- | ---- | ---- |
| 2 214 | 2 210 | 2 129 | 1 921 | 1 742 | 1 473 | 824  | 799  |

|  |